# Miriam Seegar
Miriam Seegar (Greentown, 1 september 1907 - Pasadena, 2 januari 2011) was een Amerikaans actrice uit de periode van de stomme film.

## Levensloop
In haar tienerjaren was Seegar lid van een Amerikaans reizend theatergezelschap. Daarna trok ze naar Londen waar ze op West End de tegenspeelster was van Ernest Truex in het stuk Crime.
Seegar maakte in 1928 haar filmdebuut in The Price of Divorce, die pas twee jaar later zou uitgebracht worden onder de titel Such Is the Law. In de film speelde zij aan de zijde van onder meer Frances Day. Nog in 1928 speelde zij een van de hoofdrollen in Valley of the Ghost. De twee jaren nadien was Seegar zeer actief en speelde ze respectievelijk mee in vier en in zes films waaronder New Moovietone Follies of 1930 en de western The Dawn Trail waarin zij de tegenspeelster was van westernvedette Buck Jones.
In 1931 en 1932 speelde Seegar nog mee in een aantal B-films alvorens in 1933 volledig te stoppen met acteren. Zij huwde met Tim Whelan, een filmregisseur en producer die zij in 1929 tijdens de opnames van de door hem geregisseerde film When knights were bold had leren kennen. Samen hadden ze twee zonen en Seegar ging aan de slag als interieurontwerpster.
In 2000 was Seegar nog te zien in de documentaire I Used to Be in Pictures. Ze overleed begin 2011 op 103-jarige leeftijd en was daarmee een van de laatst overlevende actrices uit het tijdperk van de stomme film.

## Filmografie
- 1928: The Price of Divorce
- 1928: Valley of the Ghosts
- 1929: When Knights Were Bold
- 1929: The Love Doctor
- 1929: Fashions in Love
- 1929: Seven Keys to Baldpate
- 1930: Such Is The Law
- 1930: Clancy in Wall Street
- 1930: New Movietone Follies of 1930
- 1930: What a Man
- 1930: Big Money
- 1930: The Dawn Trail
- 1931: The Lion and the Lamb
- 1931: The Woman Between
- 1932: The Famous Ferguson Case
- 1932: Strangers of the Evening
- 1932: Out of Singapore
- 1932: False Faces